# ORP Albatros (1965)
ORP Albatros – polski trałowiec bazowy z okresu zimnej wojny, jeden z serii dwunastu okrętów projektu 206F. Jednostka mierzyła 58,2 metra długości, 7,97 metra szerokości i miała zanurzenie 2,14 metra, a jej wyporność pełna wynosiła 470 ton. Uzbrojona była w trzy podwójne zestawy działek automatycznych 2M-3M kalibru 25 mm i bomby głębinowe, a ponadto była przystosowana do przewozu i stawiania min morskich.
Okręt został zwodowany 15 kwietnia 1965 roku w Stoczni im. Komuny Paryskiej w Gdyni, a do służby w Marynarce Wojennej wcielono go 6 listopada 1965 roku. Intensywnie eksploatowana jednostka, oznaczona numerem burtowym 618, cały okres służby spędziła w 13. Dywizjonie Trałowców 9. Flotylli Obrony Wybrzeża w Helu. Okręt został skreślony z listy floty po ponad 29-letnim czasie użytkowania w grudniu 1994 roku.

## Projekt i budowa

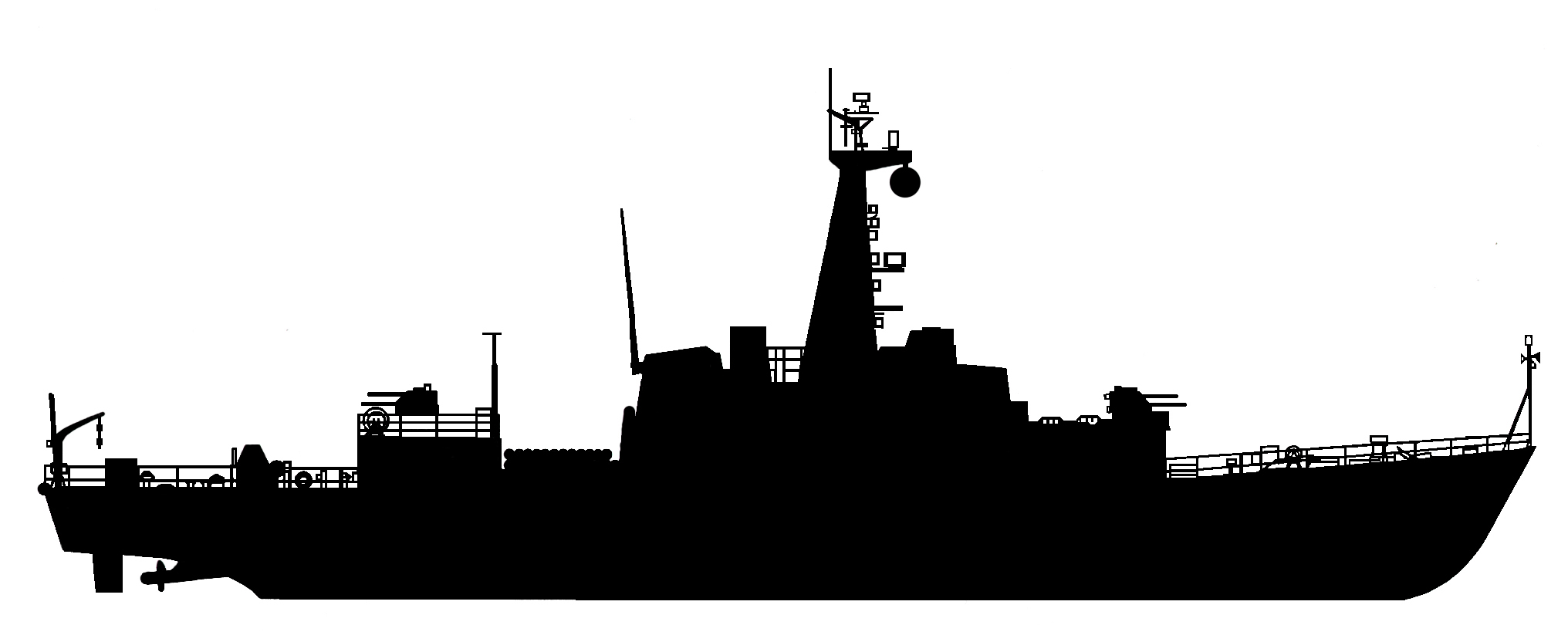
Sylwetka trałowca projektu 206F

Prace nad nowym typem trałowca rozpoczęły się w gdańskim Centralnym Biurze Konstrukcji Okrętowych nr 2 w 1958 roku, w celu zastąpienia służących od 1946 roku trałowców projektu 253Ł. Nowe okręty miały być więc początkowo trałowcami redowymi, zdolnymi do prowadzenia trałowań kontaktowych i niekontaktowych w rejonie baz morskich i stawiania niewielkich zagród minowych, o wyporności około 200 ton, prędkości 18 węzłów, zasięgu 3000 Mm, uzbrojeniu składającym się z dwóch działek kalibru 45 mm i czterech wkm kal. 14,5 mm i standardowym dla końca lat 50. wyposażeniu trałowym. Dowództwo Marynarki Wojennej opublikowało jednocześnie wymagania na nowy trałowiec bazowy o wyporności 570 ton, mimo trwania przygotowań do podjęcia licencyjnej produkcji radzieckich trałowców projektu 254. CKBO nr 2 pod kierownictwem inż. Henryka Andrzejewskiego przygotowało zarówno projekt trałowca redowego (pod oznaczeniem 206), jak też cztery projekty większego trałowca bazowego (projekty 250–253). Po wielu dyskusjach postanowiono zaprzestać prac nad trałowcami bazowymi projektów 250–253 na rzecz przekształcenia w trałowiec bazowy jednostki projektu 206. W 1959 roku CKBO nr 2 opracował zmodyfikowany projekt trałowca o wyporności 425 ton, którego napęd miały stanowić włoskie silniki wysokoprężne FIAT, wobec braku odpowiednich jednostek napędowych produkowanych w państwach socjalistycznych. Projekt (pod oznaczeniem B206F) został przyjęty do realizacji w grudniu 1959 roku przez Ministra Obrony Narodowej, lecz ostateczny projekt techniczny zatwierdzono w Dowództwie MW dopiero 19 lutego 1962 roku. Koszty dokumentacji wyniosły 1,7 mln zł, a budowa prototypu (czyli przyszłego „Orlika”) kosztowała 80 mln zł. Roczny limit eksploatacyjny jednostki określono na 700 godzin, a żywotność konstrukcji na 20 lat.
ORP „Albatros” zbudowany został w Stoczni im. Komuny Paryskiej w Gdyni (numer stoczniowy 206F/6). Nadzór wojskowy nad budową sprawował kmdr ppor. inż. Konstanty Cudny. Stocznia zastosowała metodę budowy kadłuba jednostki z sekcji, łączonych na pochylni (opracowaną wcześniej w celu masowej budowy trawlerów). Stępkę okrętu położono 8 czerwca 1964 roku, został zwodowany 15 kwietnia 1965 roku. Trałowiec otrzymał tradycyjną dla polskich okrętów minowych nazwę pochodzącą od ptaka.

## Dane taktyczno-techniczne
Okręt był gładkopokładowym, pełnomorskim trałowcem, przystosowanym do pływania w warunkach częściowego oblodzenia. Długość całkowita wynosiła 58,2 metra, szerokość 7,97 metra i zanurzenie 2,14 metra. Wysokość boczna miała wielkość 4 metry. Wykonany ze stali, całkowicie spawany kadłub jednostki został wzmocniony w celu zwiększenia odporności na podwodne wybuchy. Podzielony był na siedem przedziałów wodoszczelnych: (od dziobu): I – forpik (magazyn bosmański, sprzętu okrętowego i żywnościowy, skrzynia łańcuchowa i winda kotwiczna), II – stacja radiolokacyjna oraz magazyn artyleryjski i elektryczny, III – pomieszczenia mieszkalne oraz pomieszczenie żyrokompasów i centrali artyleryjskiej, IV – siłownia pomocnicza, V – siłownia główna z centrum sterowania napędem, VI – rufowe pomieszczenie załogi i VII – magazyn sprzętu trałowego, maszyna sterowa i zrzutnie bomb głębinowych. W najniższym poziomie kadłuba mieściły się zbiorniki paliwa, wody słodkiej i użytkowej oraz wały napędowe. Na dolnym poziomie nadbudówki znajdowały się kabiny oficerów, mesa, kuchnia, sanitariaty i podręczne magazyny żywności. W górnej części mieściła się sterówka oraz kabiny: radiowa, nawigacyjna i sonaru oraz, na pokładzie sygnałowym, pokryte brezentowym dachem stanowisko dowodzenia i lekki, trójpodporowy maszt z antenami urządzeń radiotechnicznych. Wyporność standardowa wynosiła 426 ton, a pełna 470 ton.
Okręt napędzany był przez dwa nienawrotne, turbodoładowane 12-cylindrowe czterosuwowe silniki wysokoprężne w układzie V FIAT 2312SS o maksymalnej mocy 1324 kW (1800 KM) każdy (nominalna moc wynosiła 1400 KM przy 920 obr./min), poruszające poprzez przekładnie redukcyjne Lohman GUB dwiema śrubami nastawnymi Lips-Schelde. Maksymalna prędkość okrętu wynosiła 18,4 węzła (ekonomiczna – 17 węzłów). Okręt mógł zabrać 55,5 tony paliwa okrętowego, co zapewniało zasięg wynoszący 2000 Mm przy prędkości 17 węzłów. Na rufie znajdowały się dwa podwieszane, zrównoważone stery, poruszane maszynką sterową MS25. Energię elektryczną zapewniały cztery brytyjskie generatory główne Ruston S324M o mocy 60 kVA każdy (składające się z prądnicy i silnika Leyland SW400 o mocy 72 KM przy 1500 obr./min), generator postojowy S322M o mocy 27 kVA oraz generator trału elektromagnetycznego M50. Autonomiczność okrętu wynosiła 12 dób. Jednostka mogła bezpiecznie pływać przy stanie morza 8, a zadania trałowe wykonywać do stanu morza 4, z prędkością od 0 do 12 węzłów.

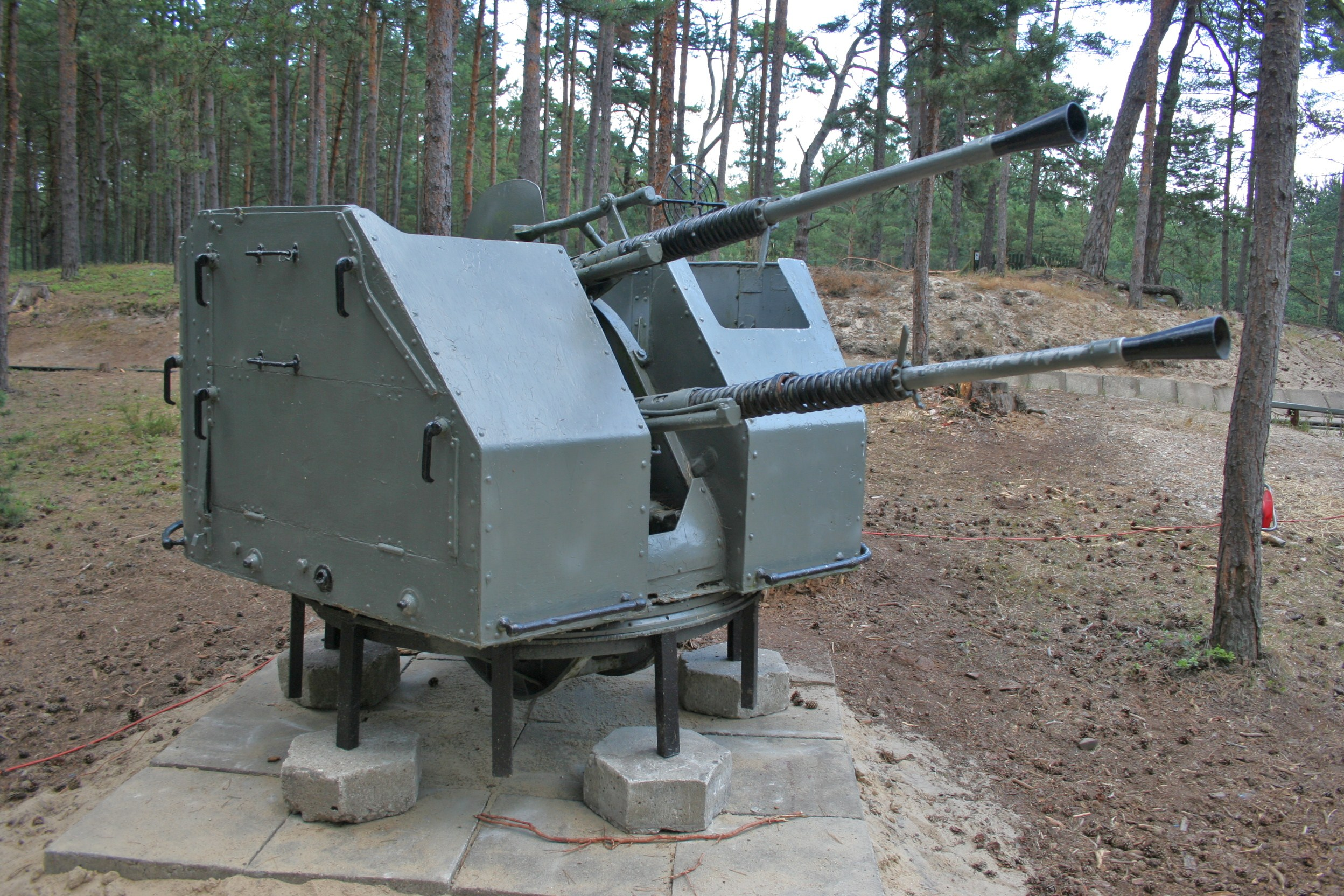
Zestaw artyleryjski 2M-3M kal. 25 mm

Uzbrojenie artyleryjskie jednostki stanowiły trzy podwójne zestawy działek automatycznych 2M-3M kal. 25 mm, z łącznym zapasem amunicji wynoszącym 6000 naboi, umieszczone przed nadbudówką na osi symetrii okrętu (jedno stanowisko) oraz na nadbudówce rufowej (dwa stanowiska obok siebie). Broń ZOP stanowiły dwie podpokładowe zrzutnie bomb głębinowych z łącznym zapasem 12 bomb B-1. Ponadto okręt posiadał dwa pokładowe tory minowe, na których mógł zamiennie przenosić: 10 min typu KB lub AMD-500, 16 wz. 08/39 lub 8 typu AMD-1000. Załoga uzbrojona była także w broń indywidualną, którą stanowiły 22 kbk AK i 8 pistoletów, z łącznym zapasem 17 000 sztuk amunicji.
Początkowe wyposażenie trałowe stanowiły: trał kontaktowy MT-2, elektromagnetyczny TEM-52M i akustyczny BAT-2. Wyposażenie radioelektroniczne obejmowało system rozpoznawczy „swój-obcy” typu Kremnij-2, radiostację UKF R-609M, nadajnik KF R-644, odbiornik KF R-671, odbiornik pełnozakresowy R-619, radionamiernik ARP-50-1,2M, sonar Tamir-11M (MG-11M), radar obserwacji ogólnej Lin-M i system radionawigacji Rym-K. Jednostka wyposażona była też w zrzutnie dla 8 świec dymnych MDSz, żyrokompas Kurs-4, kompasy magnetyczne UKPM-1M i UKPM-3M, echosondę NEŁ-5, log MGŁ-25 i pracujący w podczerwieni system pływania zespołowego Chmiel.
Trałowiec został dostosowany do biernej obrony przeciwatomowej i przeciwchemicznej. W tym celu zbudowano trzy pomieszczenia z urządzeniami filtrowentylacyjnymi, a także zamontowano urządzenia dozymetryczne oraz rurociągi do zraszania i spłukiwania okrętu. Wyposażenie uzupełniały urządzenia demagnetyzacyjne.
Załoga okrętu składała się z 49 osób – 5 oficerów, 16 podoficerów i 28 marynarzy .

## Służba

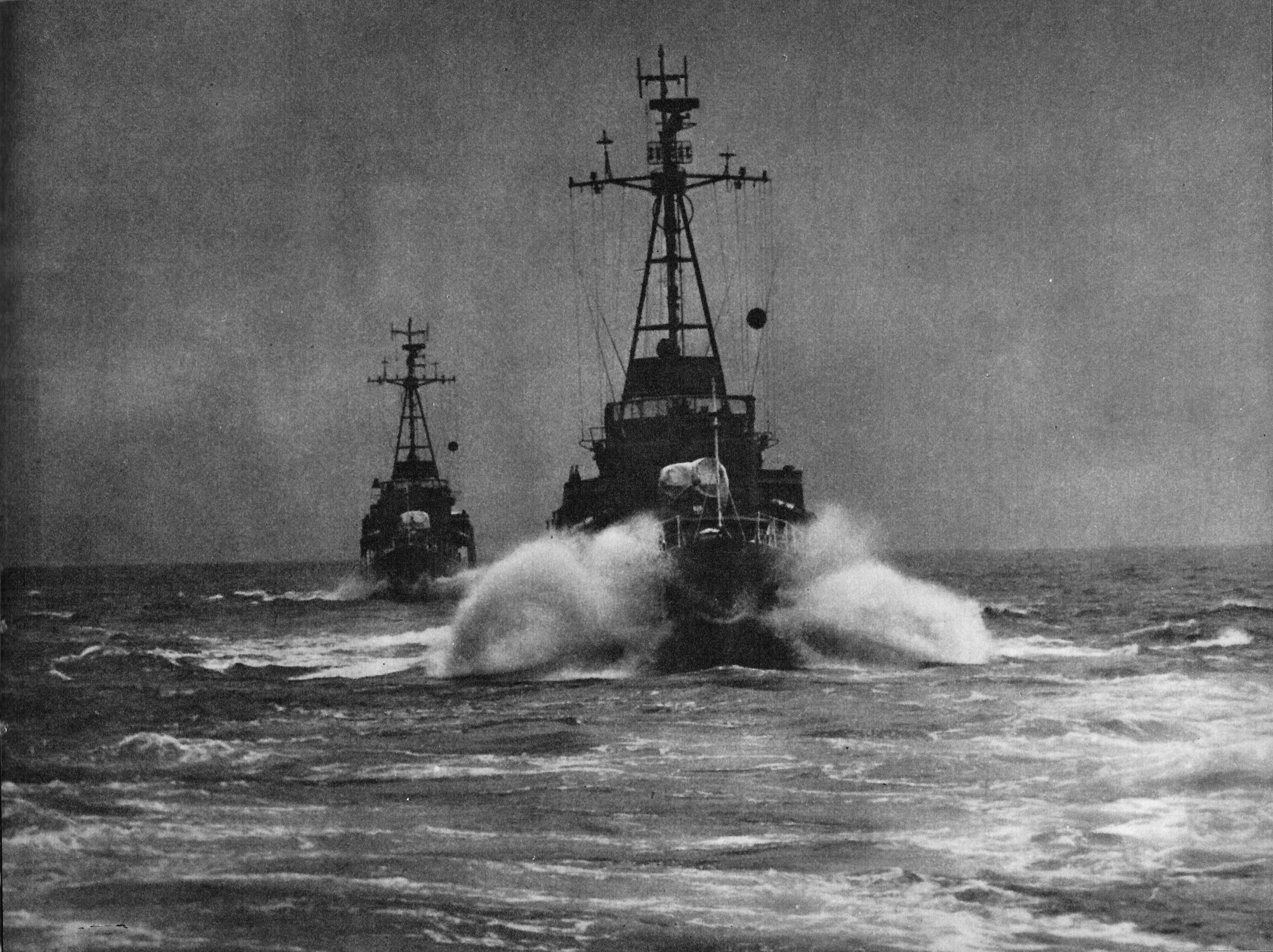
Polskie trałowce projektu 206F w morzu

6 listopada 1965 roku ORP „Albatros” został wcielony do służby w Marynarce Wojennej, na mocy rozkazu dowódcy MW nr 071/org. z 3 listopada. Okręt z oznaczeniem burtowym 618 wszedł w skład 13. Dywizjonu Trałowców 9. Flotylli Obrony Wybrzeża, stacjonując na Helu, a jego pierwszym dowódcą został kpt. mar. Jan Zgodziński. Jego zadaniem było poszukiwanie pól minowych i ich niszczenie, trałowanie rozpoznawcze i kontrolne, wytyczanie torów pływania i prowadzenie za trałami okrętów lub ich zespołów. Jednostka wraz z bliźniaczymi trałowcami brała udział w niemal wszystkich ważniejszych ćwiczeniach polskich okrętów oraz manewrach flot Układu Warszawskiego, uczestnicząc też często w unieszkodliwianiu niewybuchów pochodzących z okresu II wojny światowej.
W dniach 20–24 maja 1966 roku zespół okrętów MW w składzie OORP „Albatros”, „Kormoran” i „Błyskawica” pod dowództwem kmdra por. dypl. Tadeusza Mandata odwiedził Kopenhagę. Od 28 lipca do 1 sierpnia 1967 roku OORP „Albatros”, „Orlik” i „Wicher”, pod dowództwem kadm. Zygmunta Rudomino, gościły w Edynburgu.
Na początku lat 70. ORP „Albatros” należał do II grupy 13. Dywizjonu Trałowców. W latach 1970–1974 okręt uczestniczył w poszukiwaniu min na obszarze przeznaczonym pod budowę Portu Północnego w Gdańsku. W czerwcu 1975 roku, w związku z wprowadzeniem przez MW zmiennego systemu numeracji okrętów, jednostce zmieniono numer burtowy na 648. W połowie 1976 roku dokonano kolejnej zmiany oznaczenia jednostki, która otrzymała numer 673. Do pierwotnego oznaczenia (618) okręt powrócił w połowie 1978 roku.
Podczas długoletniej służby modernizacji poddano wyposażenie radioelektroniczne okrętu: radar Lin-M został zastąpiony nowszym TRN-823, system „swój-obcy” Kremnij-2 wymieniono na Nichrom-RR, dodano też drugą stację radiolokacyjną SRN-2061. Usunięto również przestarzały system radionawigacji Rym-K, zastępując go nowocześniejszym Bras (z odbiornikiem Hals); zamontowano też odbiorniki brytyjskiego systemu radionawigacyjnego Decca – Pirs-1M. W latach 70. na okręcie wymieniono tratwy ratunkowe na pneumatyczne. W pierwszej połowie lat 80. wzmocniono uzbrojenie przeciwlotnicze trałowca, instalując na wysokości komina po obu burtach dwie poczwórne wyrzutnie Fasta-4M rakiet przeciwlotniczych Strzała-2M (z łącznym zapasem 16 pocisków). Zmiany objęły również wyposażenie trałowe: trał kontaktowy MT-2 zmodernizowano do wariantu MT-2W (z przecinakami wybuchowymi), zainstalowano też nowy polski trał elektromagnetyczny TEM-PE-2 i głębokowodny, szybkobieżny trał akustyczny BGAT.
ORP „Albatros” został wycofany ze służby po ponad 29-letnim okresie eksploatacji 2 grudnia 1994 roku.

## Dowódcy okrętu
Zestawienie zostało opracowane na podstawie Wierzykowski 2012 ↓, s. 40 i Wierzykowski 2017 ↓, s. 143:
- 1965–1968 – kpt. mar. Jan Zgodziński
- 1968–1971 – por. mar. Alojzy Gałecki
- 1971–1973 – por. mar. Stanisław Herba
- 1973–1974 – por. mar. Mieczysław Ostrowski
- 1974–1975 – por. mar. Jan Grzelak
- 1975–1977 – kpt. mar. Wojciech Konopacki
- 1977–1981 – por. mar. Przemysław Iwen
- 1981–1982 – por. mar. Jerzy Patz
- 1982–1983 – por. mar. Ryszard Podgórski
- 1984–1986 – kpt. mar. Roman Czywiel
- 1986–1988 – por. mar. Sławomir Tkaczyk
- 1988–1991 – por. mar. Andrzej Hodyr
- 1991–1994 – kpt. mar. Jarosław Rosochacki